# Kako je Potjeh tražio istinu
Kako je Potjeh tražio istinu jedna je od pripovijetki iz zbirke "Priče iz davnine" (1916.) Ivane Brlić-Mažuranić. Bavi se temama sazrijevanja, obiteljske odanosti, sloge, i potrage za smislom. Kao i ostale priče iz zbirke, ima obilježja bajke i elemente nadnaravnoga i mitskoga. Likovi su iz pretkršćanske, slavenske mitologije.
U središtu radnje je pravedni starac Vjest koji živi s trojicom unuka, poodraslih momaka po imenu Ljutiša, Marun i Potjeh. Jednog proljetnog dana djed pošalje mladiće u šumu, na mjesto gdje su godinu ranije vadili med, da provjere jesu li pčele izašle iz zimskog sna. Ukazuje im se Svarožić koji savjetuje momcima da ostanu uz djeda i da ga služe. Radnju zapliće Bjesomar, vladar šumskih bjesova, koji je mrzio Vjesta jer je ovaj "na krčevini zaveo sveti oganj, da se nikad ne ugasi". Čuvši Svarožićeve riječi i ne želeći da ga momci poslušaju, Bjesomar im šalje bjesove da ih opsjedaju, ne bi li ih pobunio protiv djeda.
Pripovijetka je već ranih 1920-ih dostupna u New Yorku i Londonu ("How Quest Sought the Truth"), gdje su "Priče iz davnine" objavljene u prijevodu F. S. Copelanda.

## Vanjske poveznice
- (hrv.) Kako je potjeh tražio istinu, Ivana Brlić-Mažuranić: Priče iz davnine, eLektire.skole.hr  Arhivirana inačica izvorne stranice od 20. veljače 2021. (Wayback Machine)
- (engl.) Boston Public Library: Croatian Tales of Long Ago, by Ivana Brlić-Mažuranić, translated by F. S. Copeland; 1922; Frederick A. Stokes Co., New York.